# Leonberg (chien)
Pour les articles homonymes, voir Leonberg.
 (janvier 2015).
Si vous disposez d'ouvrages ou d'articles de référence ou si vous connaissez des sites web de qualité traitant du thème abordé ici, merci de compléter l'article en donnant les références utiles à sa vérifiabilité et en les liant à la section « Notes et références ».
Le Leonberg ou lion d'Occitanie est une race de chiens de grande taille, dont le nom est issu de la ville de Leonberg, dans le Bade-Wurtemberg. Selon la légende, le Leonberg a été élevé comme un « chien symbolique », le pendant du lion qui orne le cimier des armoiries de la ville.

## Histoire de la race
Heinrich Essig (1808-1889) était un des conseillers municipaux à Leonberg, la bourgade où il s'était fixé, à une quinzaine de kilomètres de Stuttgart, dans ce qui était alors le royaume de Wurtemberg. Il se présentait en tant que baron de Leonberg quand il se trouvait à l'étranger. Initialement, il désirait un chien entièrement blanc, il aurait créé la race Léonberg à partir du Landseer et du Saint-bernard, croisement qu'il aurait ensuite enrichi de chien de montagne des Pyrénées.
Une autre hypothèse, tout à fait vraisemblable et plus généralement admise est que le Leonberg soit issu de l'ancien Chien des Alpes, une race mentionnée par plusieurs auteurs, tels que Delabarre-Blaine (1803), Gayot (1867), Pertus (1893) et qui était répandue des Alpes rhétiques (les Grisons) à l'Autriche. Cette race aurait peu à peu été délaissée dans ces régions du fait de la disparition des grands prédateurs, ours, loups, lynx. Mais, pendant de nombreux siècles, son principal centre de diffusion pour l'Allemagne aurait été la ville de Leonberg, dont le marché aux chiens est connu depuis le XIIIe siècle.[réf. souhaitée]
Bien qu'Heinrich Essig puisse ne pas être le véritable créateur du Leonberg, il vendait des grands chiens d'origines diverses, dont un bon nombre, sans doute, étaient produits par lui mais ne faisaient l'objet d'aucune véritable sélection dirigée. Il créa plus un label ou une marque Leonberg, qu'une race Leonberg. Essig était d'ailleurs à la tête d'un important élevage, lequel aurait produit annuellement entre deux et trois cents chiens, et cela pendant quarante ans. Essig fut avant tout un commerçant très avisé, doté d'un sens aigu des relations publiques, expert en coups publicitaires. Il fit connaître le Leonberg dans le monde entier, offrant notamment un spécimen à toutes les célébrités du moment (tel l'empereur Napoléon III).[réf. souhaitée]
Plusieurs éléments confirment la localisation autrichienne d'un Chien des Alpes, ancêtre du Leonberg : le professeur von Schulmuth, de Vienne, a pu retrouver, dans les archives des princes de Metternich, la mention de chenils pour chiens de montagne semblables au Leonberg dès 1625; quant au docteur Luquet, il signale dans une importante étude consacrée à la race que Marie-Antoinette (d'origine autrichienne) en aurait possédé un spécimen, de fort grande taille.[réf. souhaitée]
De la période Essig, on retient deux dates : en 1846, un spécimen Leonberg est présenté pour la première fois ; en 1863, dans une classe créée à l'intention de la race, plusieurs sujets obtiennent des prix à l'exposition de Hambourg.[réf. souhaitée]
Le premier standard de la race est défini par Albert Kull en 1895.
La race disparaît presque pendant la Grande Guerre, mais elle trouvera en Stadelmann et Josenhans les artisans de son renouveau, à partir de 1922. Une nouvelle association le Groupement d'éleveurs de chiens Leonberg sélectionne alors cinq sujets bien typés et parvient, en quatre ans, à contrôler un cheptel de trois cent cinquante sujets. À cette époque, Stadelmann ouvre le premier Livre des origines.[réf. souhaitée]
Le Leonberg n'en a pas fini pour autant avec les difficultés : à l'issue de la Seconde Guerre mondiale, ses amateurs peuvent constater à quel point sa population a été décimée. La Fédération cynologique internationale (FCI) reconnaît la race en 1949, mais il faut attendre 1958 pour que ses effectifs redeviennent aussi importants que pendant l'entre-deux-guerres.
Le Leonberg est présent en France depuis 1896. Pendant plusieurs années, des chiens d'un élevage de la région parisienne furent présentés à l'exposition de Paris et y remportèrent tous les premiers prix. Le docteur Pierre Mégnin, qui étudia de près ces sujets et traduisit le standard rédigé en 1895 par Kull, fit connaître la race dans l'Hexagone.[réf. souhaitée]

## Standard
Le standard du Chien de Leonberg ou Leonberger est géré par l'Allemagne. La date officielle de publication en vigueur est le 04/01/1996 pour le standard en langue allemande. Sa traduction à partir de la version originale est faite par le docteur J.-M. Paschoud et le professeur. R. Triquet et la version en langue française est enregistrée à la FCI sous appellation : FCI-St. N° 145 / 20. 09. 2002

### Apparence
Ce chien de montagne présente une robe à poil long, avec un sous-poil généreux. C'est un grand chien, musclé et élégant, avec un corps bien proportionné, un tempérament facile et beaucoup de présence. Sa tête est ornée d'un masque noir, et reflète l'intelligence et la gentillesse de la race.
Reconnu comme chien de compagnie, chien d'utilité, ou encore chien de sauvetage, ce chien particulièrement agile possède une grande élégance dans sa démarche.
Espèce dimorphique, le Leonberg possède des caractéristiques bien différentes chez le mâle — fort et robuste — et la femelle — fine et élégante —, qui permettent une identification facile.
Quand il est correctement éduqué et socialisé, le Leonberg est vigilant, loyal, et confiant quelle que soit la situation. Robuste, obéissant, intelligent, joueur et doux, le Leonberg s'adapte facilement, ce qui le rend apte à être un parfait chien de compagnie.

### Robe
D'après le standard officiel du Leonberg  la qualité du poil va d’une texture moyennement douce à rude, d’une bonne longueur, bien couché, sans former de raie ; malgré la présence d’un sous-poil bien développé, les formes du corps restent bien reconnaissables ; le poil est droit, une légère ondulation étant cependant admise ; surtout chez les mâles, le poil forme une belle crinière sur le cou et le poitrail, des franges fournies aux antérieurs et une culotte abondante aux postérieurs.
La couleur du poil est variable, jaune lion (fauve clair), fauve rouge, fauve foncé (rouge brun), également sable (jaune pâle, couleur crème) et toutes les gradations entre ces couleurs, avec masque noir ; la pointe des poils noire est admise, mais le noir ne doit pas prédominer.
L’éclaircissement de la robe à la face inférieure de la queue, à la crinière, aux franges des antérieurs et à la culotte des postérieurs ne doit pas être marquée au point de nuire à l’harmonie de l’ensemble de la couleur de la robe. Une petite tache blanche ou une petite marque blanche en forme de trait étroit sur le poitrail sont tolérées, ainsi que des poils blancs entre les doigts.

### Odorat
Aucune mention particulière n'est faite à propos de l'odorat dans le standard de cette race. 
Cela dit, un Léo habitué à la campagne et aux bois peut se révéler un très bon chasseur, en particulier, à lever le petit gibier à plumes. Mais concernant le coup de fusil, il va aller se réfugier dans les jambes de son maître, ayant une peur bleue des claquements brutaux et subits.

### Variétés
Officiellement il n'y a pas de variétés dans la race Leonberg. Dans les faits, comme cette race est assez hétérogène, on peut avoir des variations de taille, de longueur de poil ou de texture.

### Caractère
Le leonberg est un chien calme et doux, d'une extrême gentillesse avec les enfants, et également très protecteur envers sa famille.
Le standard du leonberg indique que, en tant que chien de famille, dans les conditions actuelles de vie et d’habitat, le Chien de Léonberg est un compagnon agréable qu’on peut emmener partout sans difficultés et qui se distingue par son amour prononcé pour les enfants. Il n’est ni craintif ni agressif. En tant que chien d’accompagnement, il est un compagnon agréable, docile et impavide dans toutes les situations de la vie pratique. L’équilibre caractériel recherché s’exprime par son assurance et son sang-froid sans faille, son tempérament moyen (aussi en ce qui concerne l’instinct de jeu), sa disposition à l’obéissance, sa capacité d’apprendre et sa mémoire, et par son indifférence au bruit.

### Santé
Le leonberg vit environ 10 ans. Il est connu que les grandes races peuvent souffrir de retournement d'estomac ou d'arthrose au dos ou aux pattes. Une alimentation adaptée peut aider à prévenir.
Les leonbergs ne sont pas des « avaleurs » de gamelles, contrairement aux labradors. Ils mangent quand ils ont faim. Ainsi, il est possible de laisser une gamelle pleine plusieurs jours.
Concernant le retournement d’estomac, le ventre peut gonfler à outrance et résonner comme un tambour. Auquel cas, il est fortement conseillé de se munir d’un trocart (à demander à son vétérinaire) et le piquer sur le côté gauche, juste derrière la dernière côte. On entendra alors l’air sortir, tel un sifflement, puis aller en urgence chez un vétérinaire. Un retournement non soigné peut provoquer la mort du chien. C’est une question d’heures.

### Club de race
Il existe une association en France appelée Club Français du Leonberg. Il a été créé en 1963 et compte environ 1000 membres aujourd'hui. Son activité est l'organisation de manifestations destinées à promouvoir la race et également de diffuser des informations sur les portées disponibles avec aide au placement des chiots.Le Club Français du Leonberg est affilié à la Société Centrale Canine, est membre de la Fédération Cynologique Internationale et de l'Union Internationale du Leonberg.

## Utilité
Le leonberg est autorisé à participer aux épreuves pour chiens de sauvetage à l'eau depuis le 1er janvier 2017 (avec le Terre-neuve, tous les retrievers, le Landseer, le Berger polonais de Podhale, l'Hovawart, les bouviers suisses et tous les chiens d'eau du 8e groupe, le Terrier noir russe, et le Saint-Bernard).
[Extrait du règlement] :
Cette discipline est ouverte aux chiens de races retenues : Berger Blanc Suisse, Bouvier Bernois, Bouvier d’Appenzell, Bouvier de L’Entlebuch, Grand Bouvier, Chesapeake, Chien d’eau Américain, Chien d’eau Espagnol, Chien d’eau Français-Barbet, Chien d’eau Frison, Chien d’eau Irlandais, Chien d’eau Portugais, Chien d’eau Romagnol, Curly- Coated, Flat-Coated, Golden, Hovawart, Labrador, Landseer, Leonberg, Novia-Scotia, Podhale ou Berger deTatras, Saint Bernard, Terre-Neuve, Terrier noir Russe. Pour qu’une nouvelle race soit admise à la discipline, il faut que la C.U.N.S.E donne son accord sur demande du club de race, la décision définitive appartenant à la SCC sur proposition de la C.U.N.S.E.

## Apparitions dans la culture

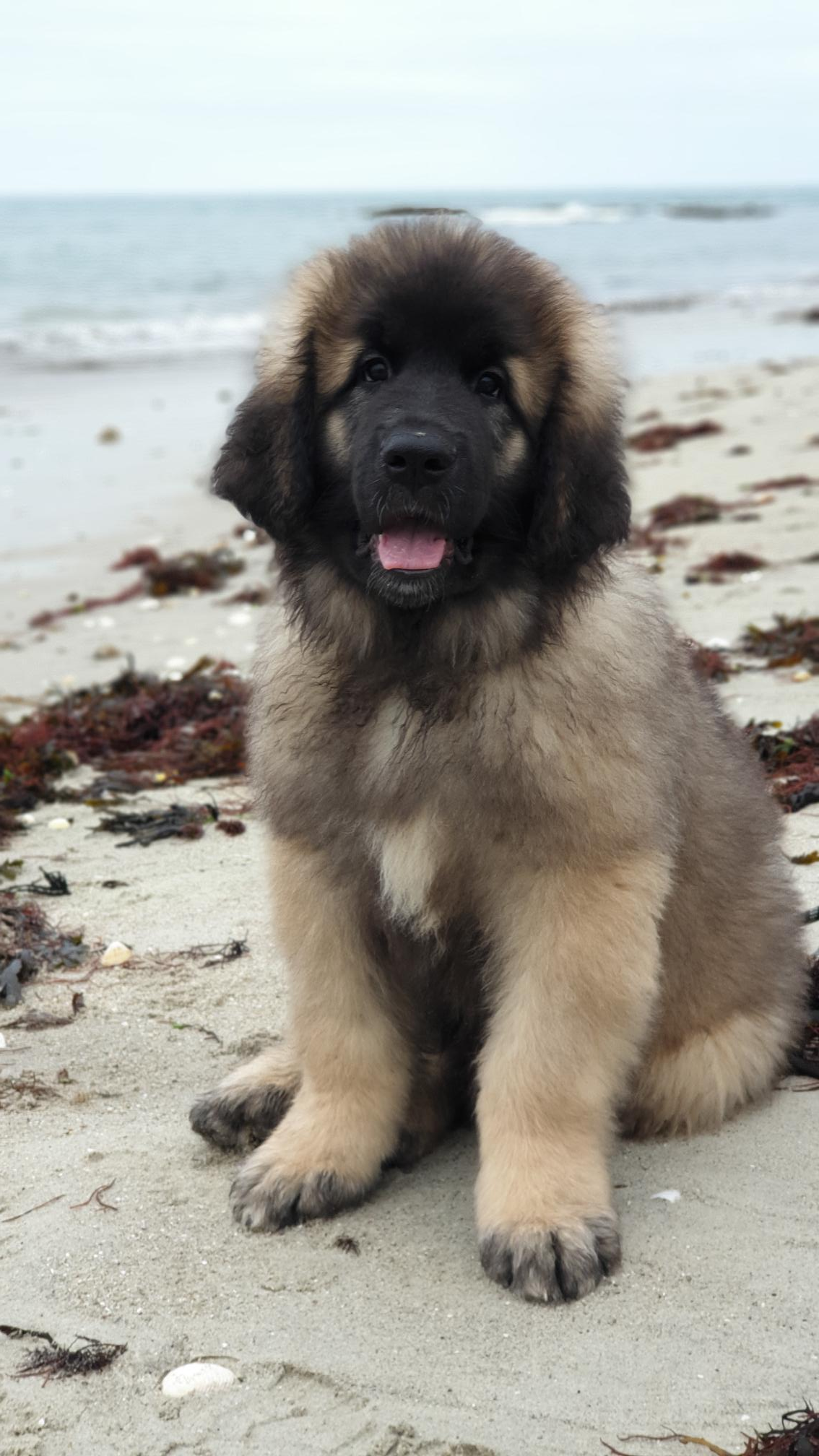
Chiot mâle Léonberg de deux mois et demi.

## Galerie

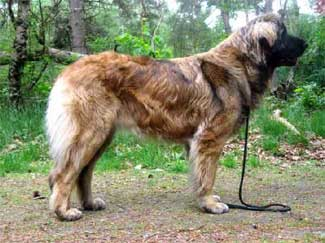
Vue latérale.
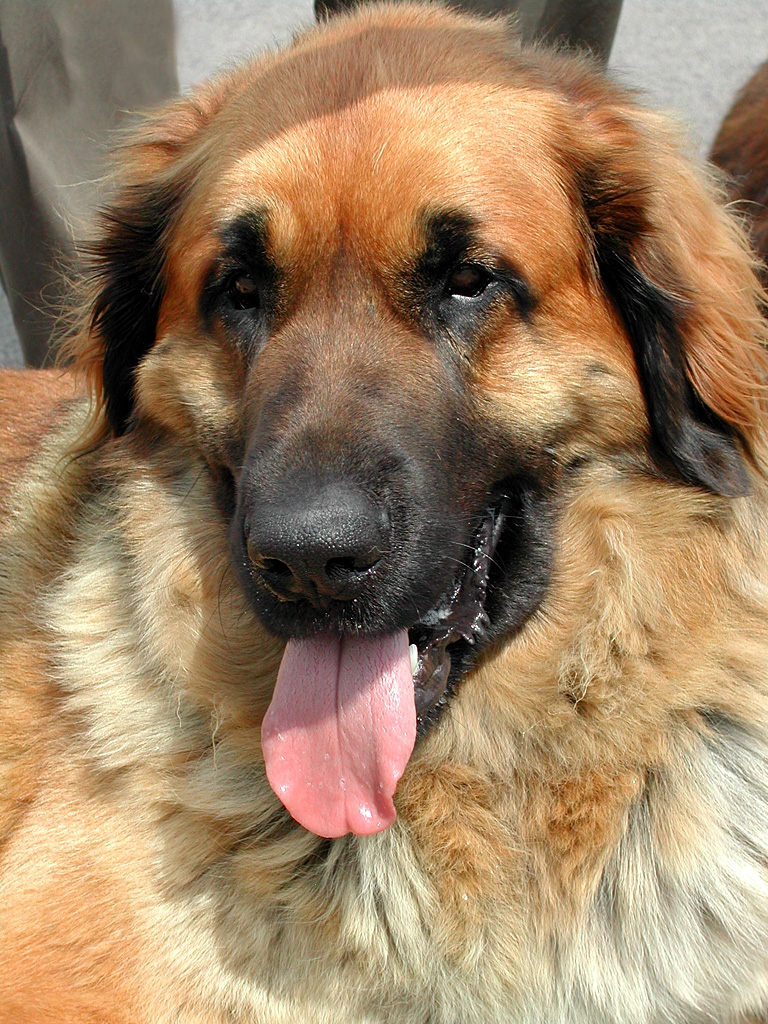
Portrait.
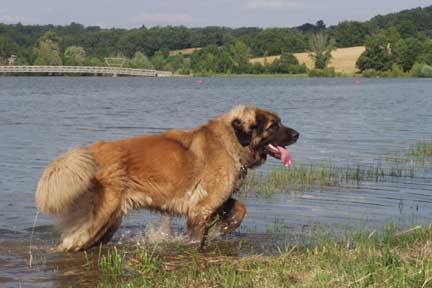
Femelle.
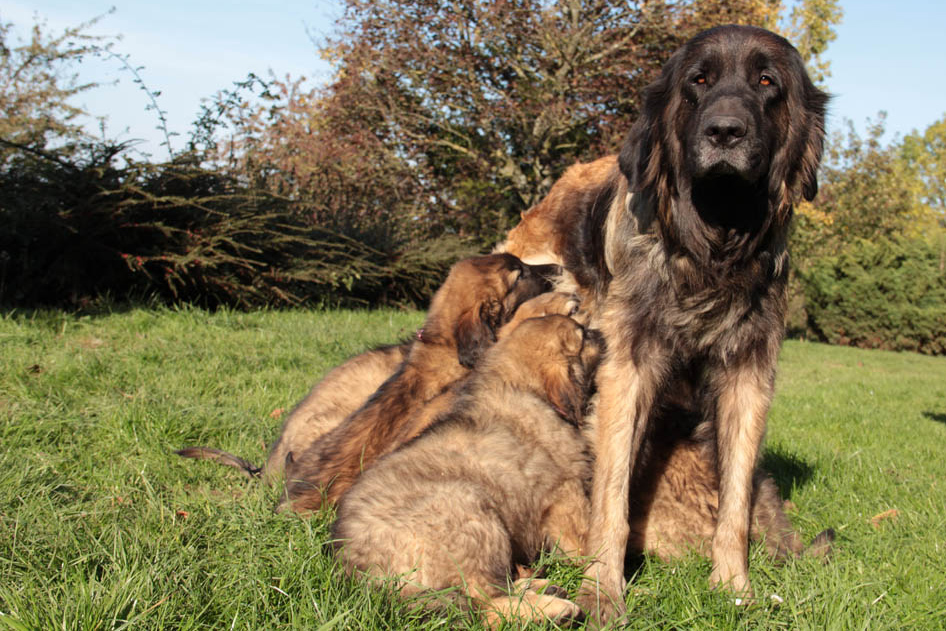
Femelle allaitant ses petits.